# Pseudataenius contortus
Pseudataenius contortus är en skalbaggsart som beskrevs av Cartwright 1974. Pseudataenius contortus ingår i släktet Pseudataenius och familjen Aphodiidae. Inga underarter finns listade i Catalogue of Life.